# Alexandre Émile Herbillon
Alexandre Émile Herbillon (La Rochelle, 7 gennaio 1825 – Parigi, 5 febbraio 1893) è stato un militare francese.
Figlio del generale Émile Herbillon, eroe di Zaatcha e della Cernaia, Alexandre Émile mosse i propri primi passi nell'esercito francese grazie al padre che lo portò con sé in Africa del Nord dove divenne Chef de bataillon del 136º reggimento di fanteria.
Nel 1870, prese parte all'Assedio di Metz in qualità di tenente colonnello. Venne catturato dai prussiani ed una volta tornato a Parigi in libertà, venne promosso colonnello. L'anno successivo decise di pensionarsi nella capitale francese. Il 20 gennaio 1855 venne insignito della Legion d'onore, ottenendone la promozione ad ufficiale dal 20 ottobre 1869.
Morì a Parigi il 5 febbraio 1893. Suo figlio Émile Emmanuel Herbillon fu tenente del 4º reggimento ussari.